# Scarlet Knight
SCARLET KNIGHT – dwudziesty trzeci singel japońskiej piosenkarki Nany Mizuki, wydany 13 kwietnia 2011. Utwór tytułowy został wykorzystany jako opening anime DOG DAYS, kwietniowe zakończenie programu Onegai! Ranking (jap. お願い!ランキング) i Love Chu!Chu! stacji TV Asahi. Utwór HIGH-STEPPER użyto jako kwietniowe i majowe zakończenie programu Ōsama no Brunch (jap. 王様のブランチ) stacji TBS. Singel osiągnął 2 pozycję w rankingu Oricon i pozostał na liście przez 18 tygodni, sprzedał się w nakładzie 87 209 egzemplarzy.

## Lista utworów
| Nr | Tytuł            | Słowa           | Kompozycja     | Aranżacja      | Czas |
| -- | ---------------- | --------------- | -------------- | -------------- | ---- |
| 1. | "SCARLET KNIGHT" | Nana Mizuki     | Hitoshi Fujima | Hitoshi Fujima | 4:10 |
| 2. | "HIGH-STEPPER"   | Sayuri Katayama | Shin'ya Saitō  | Shin'ya Saitō  | 4:00 |

## Notowania
| Lista                        | Pozycja |
| ---------------------------- | ------- |
| Oricon Weekly Singles Chart  | 2       |
| Oricon Monthly Singles Chart | 50      |
| Oricon Yearly Singles Chart  | 89      |
| CDTV                         | 3       |